# Lícia Lacerda
Lícia Lacerda (Rio de Janeiro, 1946) é uma cenógrafa, artista plástica, figurinista e carnavalesca brasileira. Foi campeã do carnaval do Rio de Janeiro de 1982 com o enredo Bum Bum Paticumbum Prugurundum, pelo Império Serrano. Também teve passagens por Imperatriz Leopoldinense, Tradição e Estácio de Sá.

## Biografia
Lícia foi aluna e professora na Escola Nacional de Belas Artes. Na década de 1970, foi figurinista em peças de teatro junto com Rosa Magalhães.
No carnaval, se juntou à equipe de Fernando Pamplona no Acadêmicos do Salgueiro para o desfile de 1971, assim como Rosa Magalhães. Na época, a agremiação vermelho e branco venceu o carnaval carioca com o enredo Festa para um rei negro. Em 1974, elaborou os figurinos da Beija-Flor. No carnaval de 1977, estava na Portela.
No carnaval de 1978, foi a responsável pela decoração do carnaval da Rua Marquês de Sapucaí junto com Rosa Magalhães, tendo feito com o tema Yes, Nós Temos Bananas. Repetiram a parceria em 1981, com Passa, Passa Gavião, Passarinho, Passarão.
Estreou como carnavalesca principal no carnaval de 1982, pelo Império Serrano. Junto com Rosa Magalhães, assinou o enredo Bum Bum Paticumbum Prugurundum, que se sagrou o campeão daquele ano. A ideia veio de Fernando Pamplona, que queria abordar as três fases do carnaval carioca (Praça Onze, Candelária e Marquês de Sapucaí). Pamplona não aceitou ser o carnavalesco da verde e branco e indicou Rosa e Lícia para a escola. A agremiação terminou o carnaval como campeã, e foi a primeira vez que uma parceria feminina venceu o carnaval do Rio de Janeiro.
No carnaval de 1984, foi para a Imperatriz Leopoldinense, onde assinou o enredo Alô Mamãe ao lado de Rosa Magalhães. Fez parte do time de carnavalescos do primeiro desfile da Tradição, que estreou no quarto grupo com o enredo Pássaro Guerreiro, Xingu em 1985. Venceu o carnaval daquele ano e foi campeã do desfile seguinte, com o enredo Rei Senhor, Rei Zumbi, Rei Nagô.
Para o carnaval de 1987, Lícia assinou junto com Rosa o enredo O Tititi do Sapoti para a Estácio de Sá. Fez seu primeiro enredo solo em 1993, com Não Me Leve a Mal, Hoje É Carnaval, na Tradição, pelo grupo de acesso. A agremiação terminou com o título daquela divisão.
Continuou na Tradição para o carnaval de 1994, assinando o enredo Passarinho, Passarola, Quero Ver Voar. A agremiação terminou em sexto lugar, que ainda é a melhor posição da escola na elite do carnaval carioca.
Para o carnaval de 1995, Lícia assinou para a Tradição o enredo Gira Roda, Roda Gira, contando a história da roda e fazendo referência à Fórmula 1 e a Ayrton Senna - o piloto havia falecido no ano anterior. 
É creditada como autora de Do Barril ao Brasil, enredo de 1996 para a Tradição, mas Lícia deixou a escola faltando menos de um mês para o desfile, sendo substituída por Orlando Júnior. O enredo sobre a cerveja traria fantasias de barris e garrafas, mas muitos componentes não gostaram das peças. A agremiação terminou rebaixada para o Grupo de Acesso. Desde então, Lícia afastou-se da função de carnavalesca.
Em 2007, a Estácio de Sá reeditou o enredo O Tititi do Sapoti. Lícia e Rosa Magalhães foram homenageadas com uma aparição no último carro alegórico.